# Monica Bandini
Monica Bandini (Faenza, 16 novembre 1964 – Forlì, 19 aprile 2021) è stata una ciclista su strada italiana, campionessa del mondo nella 50 km a cronometro a squadre a Renaix nel 1988.

## Carriera
Fece parte della Nazionale italiana che fu in grado di aggiudicarsi tre medaglie iridate consecutive nella cronometro a squadre fra il 1987 e il 1989, in particolare vincendo il titolo ai Mondiali di Renaix 1988. Il quartetto era formato oltre che dalla Bandini anche da Roberta Bonanomi e Francesca Galli, con le quali corse nel 1987 Imelda Chiappa e poi nelle due annate seguenti Maria Canins. In quegli anni si classificò anche sesta al Giro d'Italia 1989, sesta al Tour de France dello stesso anno e quarta al Tour de la CEE (già Tour de France) nel 1990.
Dopo i successi di fine anni 1980, fu attiva anche nella seconda metà degli anni 1990: la sua vittoria più prestigiosa fu quella al Giro del Trentino 1998.
Monica Bandini è morta il 19 aprile 2021 in seguito a un malore improvviso mentre lavorava nel terreno di famiglia.

## Palmarès
- 1998

Grand Prix des Kantons Aargau
Classifica generale Giro del Trentino